# Mount Eden Avenue
Mount Eden Avenue – stacja początkowa metra nowojorskiego, na linii 4. Znajduje się w dzielnicy Bronx, w Nowym Jorku i zlokalizowana jest pomiędzy stacjami 176th Street i 170th Street. Została otwarta 2 czerwca 1917.